# Солинас, Кристиан
Кристиан Солинас (итал. Christian Solinas; род. 2 декабря 1976, Кальяри) — итальянский политик. Президент автономной области Сардиния (2019—2024). Депутат Сената Италии (2018—2019).

## Биография
Родился в Кальяри. Окончил юридический факультет Университета Сассари. Долгое время являлся членом Сардинской партии действия. С 2004 по 2008 год — председатель регионального учреждения ERSU. В 2009 году стал региональным советником Сардинии. Занимал должность советника по транспорту в правительстве Сардинии с 2011 по 2014 год во главе с Уго Каппеллачи.
Солинас был переизбран в 2014 году. Возглавлял Сардинскую партию действия в региональном совете. В 2015 году был избран секретарём партии. Способствовал союзу с партией Лига Севера.
На выборах 2018 года Солинас был избран в Сенат Италии, став единственным представителем Сардинской партии действия в Парламенте. Входил в парламентскую группу Лиги Севера.
Кандидат на должность президента Сардинии от правоцентристской коалиции на региональных выборах 2018 года.
Президент Сардинии (20 марта 2019 года по 20 марта 2024 года).